# Rubus maroccensis
Rubus maroccensis är en rosväxtart som beskrevs av Huan C.Wang och H.Sun. Rubus maroccensis ingår i släktet rubusar, och familjen rosväxter. Inga underarter finns listade i Catalogue of Life.